# Studencki Zespół Pieśni i Tańca „Katowice” Uniwersytetu Śląskiego
Studencki Zespół Pieśni i Tańca "Katowice" Uniwersytetu Śląskiego (używana nazwa skrócona: SZPiT "Katowice") – studencki zespół folklorystyczny, założony w 1969 roku, działający przy Uniwersytecie Śląskim w Katowicach.

## Historia[1]
Studencki Zespół Pieśni i Tańca "Katowice" został założony w 1969 roku przez Józefa Zielinę (choreograf), Władysława Byszewskiego (chórmistrz, kompozytor) oraz Stanisława Wodnickiego (kierownik kapeli). SZPiT "Katowice" od początku istnienia działał w budynku rektoratu Uniwersytetu Śląskiego w Katowicach mieszczącym się przy ulicy Bankowej 12. Zespół od wielu lat bierze czynny udział w wydarzeniach organizowanych przez Uniwersytet Śląskich takich jak:
- inauguracja roku akademickiego
- wręczenie tytułów honoris causa
- "Kulawy Mikołaj"
- Majówka z Uniwersytetem Śląskim
- spotkania wigilijne pracowników UŚ
- Bal z Różą

"Katowice" corocznie biorą również udział w charytatywnym koncercie "Kapele Serc". W 2025 roku SZPiT "Katowice" wystąpił dla Willa Smitha, który odwiedził Polskę. Oprócz tradycyjnego repertuaru opartego na polskim folklorze, Zespół przygotował dla aktora wyjątkową niespodziankę — folkową aranżację utworu Men in Black.

## Międzynarodowy Studencki Festiwal Folklorystyczny[4]
Członkowie zespołu zainicjowali w 1979 Międzynarodowy Studencki Festiwal Folklorystyczny. Festiwal wszedł na stałe do kalendarium Ogólnopolskiej Rady Studenckich Zespołów Pieśni i Tańca, a także Międzynarodowej Rady Organizatorów Festiwali Folkloru i Sztuki Tradycyjnej, działającej pod patronatem UNESCO, jako impreza cykliczna, odbywająca się najpierw tylko w latach nieparzystych – obecnie co roku. Głównym organizatorem kolejnych edycji Festiwalu był i nadal jest Studencki Zespół Pieśni i Tańca "Katowice" przy współudziale Uniwersytetu Śląskiego, władz wojewódzkich i miejskich Katowic, Chorzowa i Sosnowca.

## Repertuar

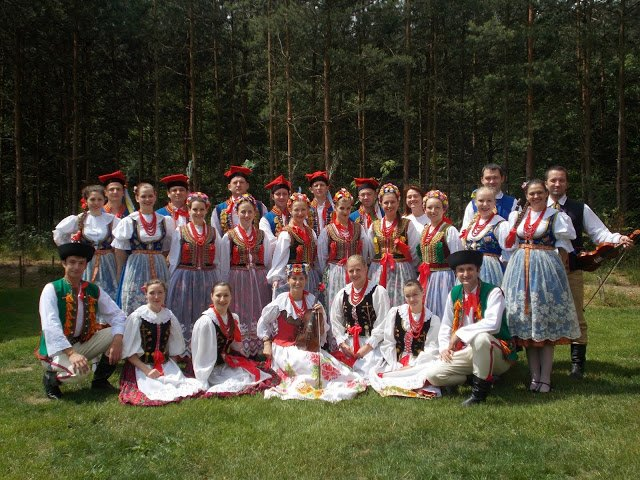
SZPiT Katowice – Racibórz

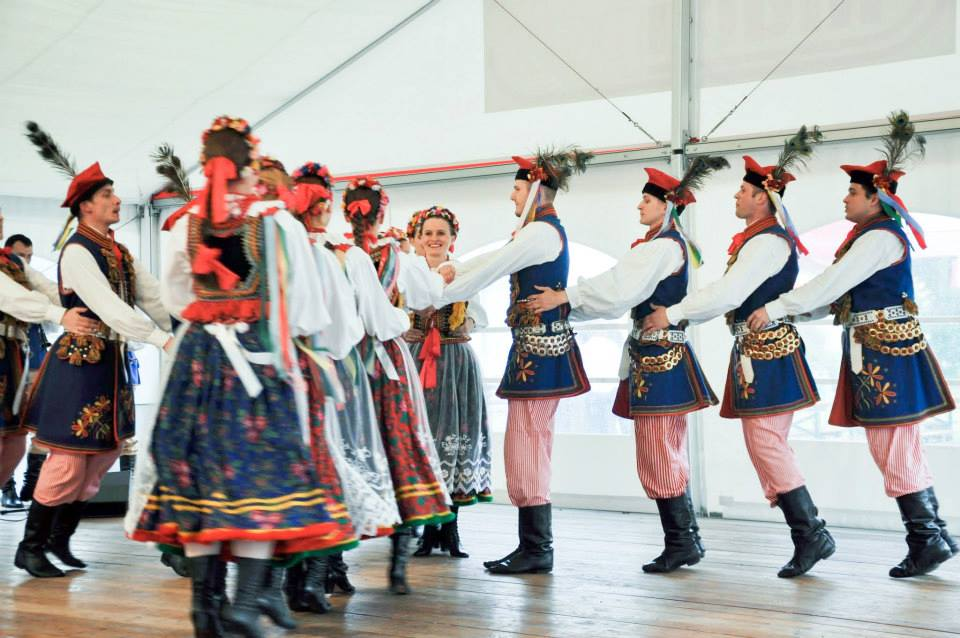
SZPiT Katowice – Palowice

## Repertuar[6]
- Suita Śląska
- Suita Tańców Górniczych
- Tańce Cieszyńskie
- Suita Zagłębia Dąbrowskiego
- Polonez
- Mazur
- Krakowiak
- Kujawiak z Oberkiem
- Beskid Śląski
- Beskid Żywiecki
- Krosno
- Rzeszów
- Lublin
- Łowicz
- Opoczno
- Opole
- Spisz
- Kaszuby
- Stary Śląsk

## Wyjazdy zagraniczne

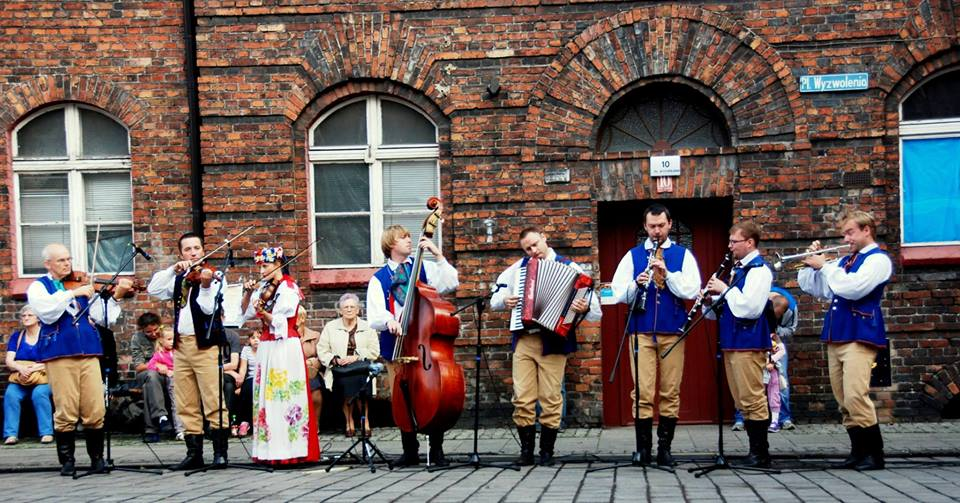
SZPiT Katowice – Nikiszowiec

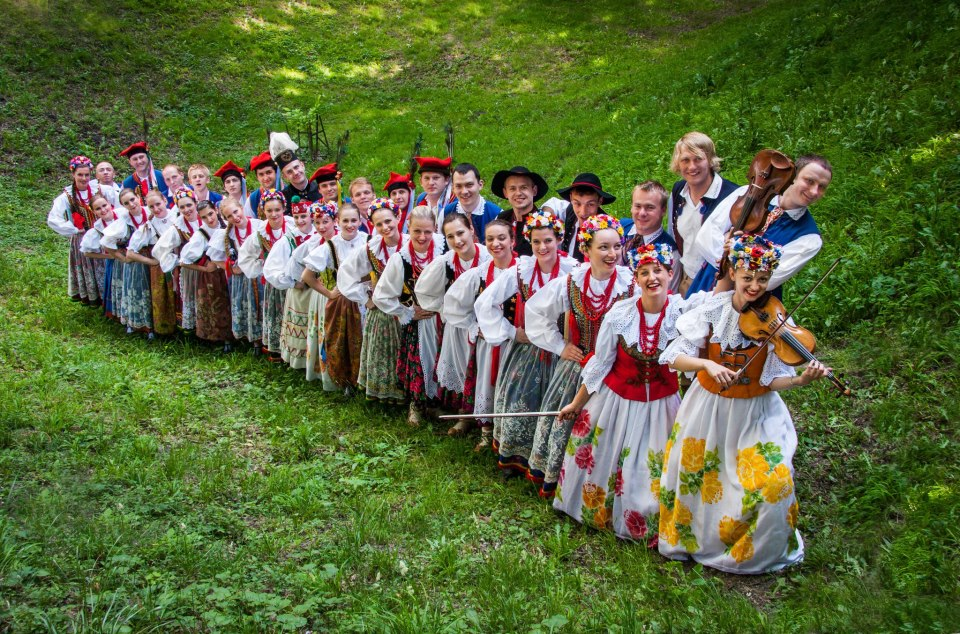
SZPiT Katowice – Toszek

- Tunezja – 1991, 1997
- Meksyk – 1998
- Niemcy – 2000, 2012
- Rumunia – 2001
- Słowacja – 2001, 2012, 2013
- Węgry – 2003, 2007
- Holandia – 2004
- Argentyna – 2005
- Cypr – 2007
- Włochy – Sycylia – 2002, 2008
- Turcja – 1979, 2009, 2011
- Peru – 2010
- Francja – 1980, 1994, 2010
- Ukraina – 2010
- Indie – 2012
- Macedonia – 2014
- Czechosłowacja – 1979
- Brazylia – 1992
- Holandia – 2023
- Serbia – 2024

## Ważniejsze nagrody i odznaczenia[7]
- 2018 – Brązowy Medal Zasłużony Kulturze Gloria Artis[8]
- 2014 – Platynowy Laur Umiejętności i Kompetencji Regionalnej Izby Gospodarczej w kategorii kultura
- 2010 – Złoty Laur Umiejętności i Kompetencji Regionalnej Izby Gospodarczej w kategorii kultura
- 2008 – II nagroda na 53. edycji Międzynarodowego Festiwalu w Agrigento (Sycylia)
- 2002 – III nagroda na 47. edycji Międzynarodowego Festiwalu w Agrigento (Sycylia)
- 1998 – wyróżnienie i III nagroda na Międzynarodowym Festiwalu w regionie Puerto Aventuras (Meksyk)
- 1997 – I nagroda za choreografię i wykonanie „Tańców górali żywieckich” na Międzynarodowym Festiwalu w Medenie (Tunezja)
- 1994 – I nagroda za spektakl „Wiosna w Beskidach” na Festiwalu w Gannat (Francja)
- 1992 – I nagroda na Międzynarodowym Festiwalu w Belo Horizonte (Brazylia)
- 1991 – I nagroda za choreografię i wykonanie „Tańców górali żywieckich” na Międzynarodowym Festiwalu w Medenie (Tunezja)
- 1980 – I nagroda za spektakl „Wiosna w Beskidach” na Festiwalu w Gannat (Francja)
- 1979 – Grand Prix Festiwalu w Zvoleniu „Zvolenska fujara” (Czechosłowacja)
- 1979 – Grand Prix Festiwalu w Efezie „Złota Artemida” (Turcja)
- 1978 – II miejsce i Nagroda Ministra Kultury i Sztuki na Ogólnopolskim Festiwalu Studenckich Zespołów Pieśni i Tańca w Katowicach